# 1514
1514 (MDXIV) var ett normalår som började en söndag i den julianska kalendern.

## Händelser

### Juni
- 11 juni – Kristian II kröns till kung av Danmark i Köpenhamn.
- Juni – Slaget vid Hornshole mellan England och Skottland utkämpas utanför Hawick, Skottland.[1]

### Juli
- 20 juli – Kristian II kröns till kung av Norge i Oslo.

### Okänt datum
- Boken Ars moriendi (Handledning i konsten att gå hädan) bearbetas och trycks av Ericus Nicolai.
- Den svenske ärkebiskopen Jakob Ulvsson avgår.

## Födda
- Georg Joachim Rheticus, tysk matematiker och astronom.
- Pirro Ligorio, italiensk arkitekt och antikvarie.
- Barbara Uthmann, tysk företagare.

## Avlidna
- 9 januari – Anna av Bretagne, fransk drottning.
- 11 mars – Donato Bramante, italiensk arkitekt.
- 3 maj – Anna av Brandenburg, dansk prinsessa och hertiginna av Schleswig och Holstein.

### Fotnoter
1. ↑  ”Discover the Borders.co.uk”. Arkiverad från originalet den 9 maj 2008. https://web.archive.org/web/20080509131213/http://www.discovertheborders.co.uk/places/154.html. Läst 18 mars 2011.